# 宇治郷 (神戸市)
宇治郷（うじのごう）は、摂津国八部郡の郷名。現在の兵庫県神戸市中央区西部を流れる「宇治川」、その左岸の公園「宇治川公園」、その暗渠上の商店街「メルカロード宇治川」などに名が残っている。

## 概要
宇治郷は、和名類聚抄（承平年間（931年 - 938年）編纂）摂津国八田部郡の郷の1つとして、奈良期から平安期に見える郷名。
「宇治」の名の初出は747年（天平19年）の『法隆寺伽藍縁起并流記資財帳』とされる。
なお、「行基年譜」には、「行基が730年（天平2年）に宇治郷に船息院と尼院を建てた」とある。また、743年（天平15年）に「大輪田船息 在摂津国兎原郡宇治」（後の大輪田泊であろう）とある。船息院は、大輪田船息と関係しているのであろう。「源平時代には福原遷都の議ありて、五条大納言国綱（ママ、藤原邦綱のこと）などは、随分と頭を痛めて種々に町割りを案出している、そうして国綱（ママ）は早くから自分の邸宅を造り、宇治に別荘を造営していたと見える」とある。また、藤原邦綱はこの（熊野神社 (神戸市中央区)）付近に宇治新亭と呼ばれる邸宅を建て、福原遷都によりこの地に滞在していた安徳天皇が、京都に戻る前に宇治新亭に滞在したことが吉田経房（よしだ つねふさ）の日記「吉記」に記載されている。
宇治郷の範囲は現時点でも定かではないが、清盛の時代の八部郡宇治郷については、「平清盛の対中国外交と大輪田泊」（高橋昌明、2007-03）のP28に記述がある。
1868年（明治元年）に、徒刑場が設けられた。（現在の神戸刑務所であり、（現在の）神戸市兵庫区菊水町2丁目に移転した後、明石市大久保町森田の現在地に移転している。）
1869年（明治2年）には、神戸病院（神戸大学医学部附属病院の前身）が開設された（明治33(1900)年に、現在の楠町に移転した）。
1872年（明治5年）12月16日 神戸の宇治野に英語学校開設、主任J. D. デイヴィス(ジェローム・デイヴィス)、英語・旧約聖書等を教授（後の神戸女学院・同志社の共通の祖といわれる）。
- - )注：『古代地名大辞典』（角川書店 1999）により「うじのごう」とした[15]。

## 宇治野山
熊野神社、神戸市立山の手小学校や神戸海洋気象台跡地のある一帯。なお、実地踏測神戸市街全図（昭和9年）などでは、現在の神戸市立山の手小学校の箇所に”連隊司令部”とあり、日本陸軍の”神戸連隊区”関連施設があったと思われる（1912（明治45）年「実測神戸市地図」では、単に「連隊」とあるが、現時点でも詳しい記録が見つからない。）。
同様に、実地踏測神戸市街全図（昭和9年）などで、”連隊司令部”の西に”支那人墓地”の記載があるが、詳しい記録が見つからない(神戸市細見全図1891（明治24）年では、「清国人ハカショ」と記載されている。)。

## 宇治野村
宇治野村（うじのむら）は、神戸市が市区町制に移行するまえに存在した地名。和名類聚抄所載の八田部郡宇治郷の遺称地。
Wikipedia相生町 (神戸市)では、”幕末の地図には「宇治野村出郷相生町」という地名も見える”という。
明治時代、宇治野は外国人との雑居地に入っていた。外国人との雑居地の存在が、上記宇治野の英語学校開設の遠因となったと考えられている（当時の神戸の中心はJR神戸駅の方面であり、宇治野村は雑居地の中でそれに近い位置にあった）。

## 宇治野町
宇治野町（うじのちょう）は、兵庫県神戸市中央区にかつてあった地名である（「神戸宇治野町）。「此町名は大正四年の頃に廃して仕舞った。其理由は部落改善とかいうのが動機であったらしい。」という。

## 浜宇治野町
浜宇治野町（はまうじのちょう）は、兵庫県神戸市中央区のかつて（1889(明治22)年）あった地名である。（「神戸浜宇治野町）。

## 地名の由来
宇治物部氏族とは、菟道稚郎子（”うじのわきいらつこ”）の部民制の御名代（みなしろ）の宇治部（うじべ）と考えられる。つまり、菟道稚郎子の御名代の宇治物部氏族が住むようになって、宇治郷と呼ばれるようになったと考えられている。Wikipedia会下山の項には、「八部郡（やたべぐん）と改名されたのは、仁徳天皇の妃八田皇女の名代が付近にあったため」との説が記されている。八田皇女は菟道稚郎子皇子の同母妹であるから、この点からも菟道稚郎子との関連は強い。なお、大阪朝日新聞 (大正5) 神戸附録 町名由来記「10 宇治野町」の項では、「宇治という名は二千年も前から此地方に宇治連というて僥速日命六世（注：ニギハヤヒ）の孫伊香我色雄命（注：伊香色謎命の同母兄）の後裔が住まっていた」
「此宇治郷というのは生田の郷の西、長田の郷の東一帯の総称であった」
「宇治とは渡頭水辺の意味で、此地方の古代は、沮洳たる入江多く、川流無数で、後世徐々に治水の法を考えて住居の地にした所であることは、宇治と称していた事でても分明である」とある。
八田皇女との関連で「平野矢部町、此町名は矢部という部民がいた地であるから其因縁を取ったのである、姓氏録に八田部連という名族がある、これは宇治連等と同祖の物部である、余程古くから此地に居た仁徳天皇の八十二年春二月に侍臣の物部大別連公に詔らせて曰く、八田の皇后久しく数年を経れども皇子おわせず、故に汝大別を皇子の代と定めて、后号を氏となして氏の造とす、改めて矢田部連公の姓を賜うとある、この事は我国古代に行われた事実で皇子皇女の御名を後の世に残さん為、名の替りに土地即ち田などに御名をつけて名代田という、又名田ともいう、其田などを奉行するものを名主といい、其名代田、名田を多く管理するものを大名など称えたのである、此地方の旧郡名を矢田部郡といっていた、享保の頃からは八田部と改めた、斯る由緒のある地名であるから、矢部町という地名が保存されたのである。」とも記されている。